# Вишневе (Коростишівська міська громада)
Вишне́ве (до 1961 року — Старий Тартак) — село в Україні, у Коростишівській міській територіальній громаді Житомирського району Житомирської області. Чисельність населення становить 86 осіб (2001).

## Населення
Відповідно до результатів перепису населення СРСР, кількість населення, станом на 12 січня 1989 року, становила 100 осіб. Станом на 5 грудня 2001 року, відповідно до перепису населення України, кількість мешканців села становила 86 осіб.

## Історія
На обліку з 31 січня 1928 року як хутір Старий Тартак Грубської сільської ради Коростишівського району Волинської округи. За довідником адмінустрою 1946 року — село. 5 березня 1959 року підпорядковане Щигліївській сільській раді Коростишівського району Житомирської області. 27 лютого 1961 року, відповідно до рішення Житомирського облвиконкому № 152 «Про проведення змін в адміністративно-територіальному поділі районів області», село перейменоване на Вишневе.
5 серпня 2016 року село увійшло до складу новоутвореної Коростишівської міської територіальної громади Коростишівського району Житомирської області. Від 19 липня 2020 року, разом з громадою, в складі новоствореного Житомирського району Житомирської області.